# WNBA Draft 2020
Der WNBA Draft 2020 war die 24. Talentziehung der Women’s National Basketball Association und fand am 17. April 2020 – bedingt durch die COVID-19-Pandemie – virtuell statt. Die erste Runde des Draft wurde landesweit auf ESPN2 ausgestrahlt. Die zweite und dritte Runde waren auf ESPNU zu sehen.
Insgesamt wurden in drei Runden 36 Spielerinnen von den WNBA-Franchises ausgewählt. Mit dem First Overall Draft-Pick wählten die New York Liberty die US-Amerikanerin Sabrina Ionescu aus. An zweiter Stelle wurde die Deutsche Satou Sabally von den Dallas Wings und an dritter Stelle die US-Amerikanerin Lauren Cox von den Indiana Fever ausgewählt.

## WNBA Draft

### Runde 1
| Pick | Spielerin               | Nationalität           | WNBA-Mannschaft  | College / Profi-Verein                 |
| ---- | ----------------------- | ---------------------- | ---------------- | -------------------------------------- |
| 1    | Sabrina Ionescu         | Vereinigte Staaten     | New York Liberty | University of Oregon                   |
| 2    | Satou Sabally           | Deutschland            | Dallas Wings     | University of Oregon                   |
| 3    | Lauren Cox              | Vereinigte Staaten     | Indiana Fever    | Baylor University                      |
| 4    | Chennedy Carter         | Vereinigte Staaten     | Atlanta Dream    | Texas A&M University                   |
| 5    | Bella Alarie            | Vereinigte Staaten     | Dallas Wings     | Princeton University                   |
| 6    | Mikiah Herbert Harrigan | Vereinigtes Königreich | Minnesota Lynx   | University of South Carolina           |
| 7    | Tyasha Harris           | Vereinigte Staaten     | Dallas Wings     | University of South Carolina           |
| 8    | Ruthy Hebard            | Vereinigte Staaten     | Chicago Sky      | University of Oregon                   |
| 9    | Megan Walker            | Vereinigte Staaten     | New York Liberty | University of Connecticut              |
| 10   | Jocelyn Willoughby      | Vereinigte Staaten     | Phoenix Mercury  | University of Virginia                 |
| 11   | Kitija Laksa            | Lettland               | Seattle Storm    | University of South Florida / TTT Rīga |
| 12   | Jazmine Jones           | Vereinigte Staaten     | New York Liberty | University of Louisville               |

### Runde 2
| Pick | Spielerin           | Nationalität       | WNBA-Mannschaft    | College / Profi-Verein    |
| ---- | ------------------- | ------------------ | ------------------ | ------------------------- |
| 13   | Kylee Shook         | Vereinigte Staaten | New York Liberty   | University of Louisville  |
| 14   | Kathleen Doyle      | Vereinigte Staaten | Indiana Fever      | University of Iowa        |
| 15   | Leaonna Odom        | Vereinigte Staaten | New York Liberty   | Duke University           |
| 16   | Crystal Dangerfield | Vereinigte Staaten | Minnesota Lynx     | University of Connecticut |
| 17   | Brittany Brewer     | Vereinigte Staaten | Atlanta Dream      | Texas Tech University     |
| 18   | Te’a Cooper         | Vereinigte Staaten | Phoenix Mercury    | Baylor University         |
| 19   | Joyner Holmes       | Vereinigte Staaten | Seattle Storm      | University of Texas       |
| 20   | Beatrice Mompremier | Vereinigte Staaten | Los Angeles Sparks | University of Miami       |
| 21   | Luisa Geiselsöder   | Deutschland        | Dallas Wings       | BG Donau-Ries             |
| 22   | Leonie Fiebich      | Deutschland        | Los Angeles Sparks | TSV 1880 Wasserburg       |
| 23   | Kaila Charles       | Vereinigte Staaten | Connecticut Sun    | University of Maryland    |
| 24   | Jaylyn Agnew        | Vereinigte Staaten | Washington Mystics | Creighton University      |

### Runde 3
| Pick | Spielerin      | Nationalität       | WNBA-Mannschaft    | College / Profi-Verein                |
| ---- | -------------- | ------------------ | ------------------ | ------------------------------------- |
| 25   | Mikayla Pivec  | Vereinigte Staaten | Atlanta Dream      | Oregon State University               |
| 26   | Erica Ogwumike | Vereinigte Staaten | New York Liberty   | Rice University                       |
| 27   | Kobi Thornton  | Vereinigte Staaten | Atlanta Dream      | Clemson University                    |
| 28   | Kamiah Smalls  | Vereinigte Staaten | Indiana Fever      | James Madison University              |
| 29   | Stella Johnson | Vereinigte Staaten | Phoenix Mercury    | Rider University                      |
| 30   | Japreece Dean  | Vereinigte Staaten | Chicago Sky        | University of California, Los Angeles |
| 31   | Haley Gorecki  | Vereinigte Staaten | Seattle Storm      | Duke University                       |
| 32   | Kiah Gillespie | Vereinigte Staaten | Chicago Sky        | Florida State University              |
| 33   | Lauren Manis   | Vereinigte Staaten | Las Vegas Aces     | College of the Holy Cross             |
| 34   | Tynice Martin  | Vereinigte Staaten | Los Angeles Sparks | University of West Virginia           |
| 35   | Juicy Landrum  | Vereinigte Staaten | Connecticut Sun    | Baylor University                     |
| 36   | Sug Sutton     | Vereinigte Staaten | Washington Mystics | University of Texas                   |